# Splošna deklaracija človekovih pravic
Splôšna deklarácija človékovih pravíc (oznaka resolucije: A/RES/217A (III)) je deklaracija, ki jo je sprejela generalna skupščina Združenih narodov na svojem zasedanju 10. decembra 1948, v Parizu, v kateri so očrtane osnovne človekove pravice. Njen poglavitni avtor je John Peters Humphrey iz Kanade, pri pisanju pa so sodelovali še Eleanor Roosevelt iz ZDA, René Cassin iz Francije, P. C. Čang iz Kitajske in drugi. 
Svoj glas za sprejetje deklaracije je 10. decembra 1948 oddalo 48 držav, proti sprejetju ga ni oddala nobena. Glasovanja se je vzdržalo osem držav: Belorusija, Poljska, Sovjetska zveza, Južna Afrika, Češkoslovaška, Saudova Arabija, Jugoslavija in Ukrajina. Južna Afrika se je vzdržala zaradi obrambe svojega političnega sistema apartheida, Saudova Arabija pa je nasprotovala pravicam žensk in svobodi veroizpovedi. Po mnenju preostalih šest vzdržanih držav, ki so bile pod komunistično oblastjo, deklaracija ni dovolj močno obsodila nacizma in fašizma, vendar je pomembno vlogo pri tem igralo njih nasprotovanje pravici državljanov, da lahko zapustijo svoje države.
Čeprav deklaracija sama po sebi ni pravno zavezujoč dokument, pa je služila kot osnova za dve pravno zavezujoči konvenciji Združenih narodov o človekovih pravicah, Mednarodne konvencije o državljanskih in političnih svoboščinah ter Mednarodne konvencije o ekonomskih, socialnih in kulturnih svoboščinah. Na deklaracijo se še vedno pogosto sklicujejo v akademskih in odvetniških krogih ter na ustavnih sodiščih. 
Guinessova knjiga rekordov navaja, da je splošna deklaracija človekovih pravic med vsemi besedili prevedena v največ jezikov (v letu 2004 je to 330 jezikov).
Besedilo je razmeroma kratko in jasno, a ima dvomljive mednarodnopravne posledice, oziroma sklicevanje na kršitev teh pravic ne prinaša nujno hudih sankcij do države, ki je v kršitvi. Zagotavljanje veljavnosti deklaracije po mnenju mnogih pravnikov mednarodnega prava zagotavlja legitimnost Organizacije združenih narodov, kar je bilo še posebej pomembno ob porušeni Ligi narodov in na novo vzpostavljeni Organizaciji združenih narodov.
Deklaracija je izjava tistih pravic, ki morajo po vsem svetu biti zagotovljene za preprečevanje konfliktov med državami. Deklaracija vsebuje tudi pravice delavcev in njihovih socialnih pravic, kar je bila pravna novost izpred 2. svetovne vojne, uveljavljena v novih ustavah, recimo Weimarski ustavi in Vidovdanski ustavi. Pravice so bile prvič uvedene z Mednarodno organizacijo dela. V smislu mednarodnega prava človekovih pravic je to temeljni dokument, na katerega naj bi se opirale vse ustave, ki želijo tvorno delovati v OZN. Ker je akt predvsem deklaratorne narave, je medijski, kulturni in politični vpliv ključen pri razreševanju kriz ob kršenju le-teh pravic, če članica varstva človekovih pravic ne jemlje resno na ravni njenega pravnega sistema. Pravice veljajo predvsem za obdobje miru,
Značilnost novih ustav je, da praviloma vse te pravice vpišejo kot ustavne pravice. V nekaterih državah nimajo takšnega varstva, lahko so zakonska materija, ustavni amandma, predmet sodne prakse ali temeljne sodne odločbe, ki vpliva na vse nadaljnje sodbe sodišča. Pomen splošne deklaracije človekovih pravic je predvsem legitimnost s katero lahko s pomočjo deklaracije OZN poseže v konflikte, ki so porušili mir v različnih delih sveta.

## Zgradba in vsebina
Na temeljno strukturo Splošne deklaracije je vplival Napoléon Code, vključno s preambulo in uvodnimi splošnimi načeli. Njegova končna struktura se je oblikovala v drugem osnutku, ki ga je pripravil francoski pravnik René Cassin, ki je delal na začetnem osnutku, ki ga je pripravil kanadski pravnik John Peters Humphrey.
Deklaracija je sestavljena iz naslednjega:
- V preambuli so navedeni zgodovinski in družbeni vzroki, ki so privedli do potrebe po pripravi osnutka deklaracije.
- Členi 1–2 so vzpostavili osnovne pojme dostojanstva, svobode in enakosti.
- Od 3. do 5. člena so bile določene tudi druge posamezne pravice, kot so pravica do življenja in prepoved suženjstva in mučenja.
- Členi 6–11 se sklicujejo na temeljno zakonitost človekovih pravic s posebnimi pravnimi sredstvi, navedenimi v njihovo obrambo, kadar so kršene.
- Členi 12–17 določajo pravice posameznika do skupnosti, vključno s svobodo gibanja.
- Členi 18–21 so sankcionirali tako imenovane »ustavne svoboščine« ter duhovne, javne in politične svoboščine, kot so svoboda misli, mnenja, vere in vesti, besede in mirnega združevanja posameznika.
- Členi 22–27 so sankcionirali posameznikove ekonomske, socialne in kulturne pravice, vključno z zdravstvenim varstvom. Zagotavlja ekspanzivno pravico do življenjskega standarda, zagotavlja dodatne nastanitve v primeru telesne oslabelosti ali invalidnosti in posebej omenja skrb, namenjeno tistim v materinstvu ali otroštvu.
- Členi 28–30 so določili splošna sredstva za uresničevanje teh pravic, področja, na katerih pravic posameznika ni mogoče uveljaviti, dolžnost posameznika do družbe in prepoved uporabe pravic v nasprotju z nameni organizacije Združenih narodov

Cassin je Deklaracijo primerjal s portikom grškega templja z osnovo, stopnicami, štirimi stebri in pedimentom. Člena 1 in 2 - z načeli dostojanstva, svobode, enakosti in bratstva - sta služila kot temelj. Sedem odstavkov preambule z razlogi za izjavo predstavlja korake, ki vodijo do templja. Glavni del izjave so štirje stolpci. Prvi stolpec (členi 3–11) predstavlja pravice posameznika, kot sta pravica do življenja in prepoved suženjstva. Drugi stolpec (12. do 17. člen) predstavlja pravice posameznika v civilni in politični družbi. Tretji stolpec (členi 18–21) se nanaša na duhovne, javne in politične svoboščine, kot sta svoboda vere in svoboda združevanja. V četrtem stolpcu (členi 22–27) so predstavljene socialne, ekonomske in kulturne pravice. Nazadnje, zadnji trije članki predstavljajo osnovo, ki povezuje strukturo, saj poudarjajo medsebojne dolžnosti vsakega posameznika drug do drugega in do družbe.

## Pomen
Deklaracija ima prelomni pomen, ker zagotavlja celovit in splošen sklop načel v obliki sekularnega, apolitičnega dokumenta, ki izrecno presega kulture, religije, pravne sisteme in politične ideologije. Njen cilj univerzalnosti so imenovali "brezmejno idealistično" in "najbolj ambiciozno lastnost". Izjava je prvi instrument mednarodnega prava, ki je uporabil besedno zvezo "pravna država" in s tem vzpostavila načelo, da so vsi člani vseh družb zakoni enako pravno zavezani, ne glede na pravni ali politični sistem.
Izjava je bila uradno sprejeta kot dvojezični dokument v angleščini in francoščini z uradnimi prevodi v kitajščino, ruščino in španščino, ki so vsi uradni delovni jeziki OZN.Zaradi njene univerzalne narave so si ZN v sodelovanju z zasebnimi in javnimi subjekti in posamezniki prizadevali za prevod dokumenta v čim več jezikov.  Izjava je leta 2020 bila na voljo v več kot 524 jezikih, tako da je dalje največkrat prevedeno besedilo človeštva.
V svoji preambuli se vlade zavezujejo, da se bodo s svojim ljudstvom uvajale postopnih ukrepov, ki zagotavljajo splošno in učinkovito priznavanje in spoštovanje človekovih pravic, določenih v izjavi. Eleanor Roosevelt je podprla sprejetje besedila kot izjave in ne kot pogodbe, ker je verjela, da bo imelo enak vpliv na globalno družbo, kot je imela ameriška deklaracija neodvisnosti ZDA. Čeprav ni pravno zavezujoča, je deklaracija vključena v večino državnih ustav in je nanje vplivala od leta 1948. Služila je tudi kot podlaga za vse večje število nacionalnih zakonov, mednarodnih zakonov in pogodb ter za vedno večje število regionalnih, podnacionalnih in nacionalnih institucij, ki ščitijo in spodbujajo človekove pravice.
Vseobsežne določbe deklaracije služijo kot "merilo" in sklicna točka, po kateri se presojajo zaveze držav glede človekovih pravic v okviru civilnega in izvršilnega prava.